# Maytenus jelskii
Maytenus jelskii là một loài thực vật có hoa trong họ Dây gối. Loài này được Zahlbr. mô tả khoa học đầu tiên năm 1894.